# Нака-Тане

Нака-Тане (яп. 中種子町, なかたねちょう, нака-тане тьо) — містечко в Японії, у південній частині префектури Каґосіма, у центрі острова Танеґасіма.

## У культурі
Нака-Тане є місцем подій відомого анімаційного фільму 5 сантиметрів за секунду японського режисера Сінкая Макото.